# Тем Рождеством
«Тем Рождеством» (англ. That Christmas) — рождественская анимационная комедия режиссёра Саймона Отто. Сюжет основан на серии детских книг Ричарда Кёртиса. Роли озвучили Брайан Кокс, Фиона Шоу, Джоди Уиттакер и Билл Найи.
19 октября 2024 года состоялась мировая премьера фильма на Лондонском кинофестивале BFI в Southbank Centre, а с4 декабря 2024 года фильм будет доступен на Netflix.

## Сюжет
Согласно опубликованному синопсису: «„Тем Рождеством“ — это серия взаимносвязанных историй о любви и одиночестве, семье и друзьях, Санта-Клаусе, совершившем большую ошибку, не говоря уже об огромном количестве индеек!»

## Актёры озвучивания
- Брайан Кокс — Санта-Клаус
- Фиона Шоу — мисс Ловец
- Джоди Уиттакер — миссис Уильямс
- Билл Найи — Билл с маяка
- Лолли Адефопе — миссис Макнатт
- Алекс Маккин — мистер Форрест
- Кэтрин Паркинсон — миссис Форрест
- Синдху Ви — миссис Мульджи
- Индия Браун — Бернадетт
- Джек Вишневски — Дэнни Уильямс
- Рози Кавальеро — миссис Беклс

## Производство и премьера
В ноябре 2019 года стало известно, что компания Locksmith Animation разрабатывает анимационный фильм The Empty Stocking, основанный на серии детских книг Ричарда Кёртиса. В июне 2021 года компания Locksmith объявила, что Саймон Отто станет режиссёром фильма, который был переименован в «Тем Рождеством», в качестве своего режиссёрского дебюта. В мае 2022 года компания Locksmith Animation подтвердила, что после совместной работы над дебютным фильмом Locksmith «Рон ошибся» она передала цифровое производство своего второго фильма, «Тем Рождеством», компании DNEG Animation. В июне 2022 года фильм «Тем Рождество» был представлен как часть линейки анимационных фильмов Netflix с первыми кадрами из фильма. 20 марта 2024 года было объявлено, что роли в фильме озвучат Брайан Кокс, Фиона Шоу, Джоди Уиттакер и Билл Найи.
В ноябре 2023 года было объявлено, что Джон Пауэлл напишет музыку к фильму. В августе 2024 года было объявлено, что английский автор-исполнитель Эд Ширан напишет песню для фильма и саундтрека к нему под названием «Under the Tree».
Премьера фильма на Netflix состоится 4 декабря 2024 года. Изначально фильм должен был быть выпущен студией 20th Century Fox в рамках сделки со студией Locksmith до момента приобретения студии Disney в 2019 году. После ухода из Fox и объявления о новом соглашении с Warner Bros. Pictures и Warner Bros. Pictures Animation (ранее Warner Animation Group) в октябре 2019 года ожидалось, что фильм будет выпущен этой студией, однако в июне 2022 года Netflix приобрела права на дистрибуцию фильма под лейблом Netflix Animation.

## Отзывы и оценки
На сайте Rotten Tomatoes фильм имеет рейтинг 60 % основанный на 15 отзывах, со средней оценкой 5.6/10. На Metacritic средневзвешенная оценка составляет 73 из 100 на основе 5 рецензий.